# Alfa Romeo 20-30 HP
L'Alfa Romeo 20-30 HP était une voiture fabriquée par le jeune constructeur italien Alfa Romeo. Ce sera la première voiture carrossée de la marque, une Torpedo, c'est-à-dire ce que nous appelons cabriolet ou spider de nos jours.
Cette nouvelle voiture a connu deux versions : l'A.L.F.A. 20-30 HP normale et l'Alfa Romeo 20-30 ES qui sera présentée en 1921.

## L'A.L.F.A. 20-30 HP
L'ALFA 20-30 HP était presque identique au modèle 24 HP de 1910 et aurait pu être appelé HP 24 Série E. Le moteur  reprenait celui de la 24 HP, mais l'arbre à cames latéral avec chaîne, pour réduire le bruit. La puissance maximale a été portée à 49 ch et la vitesse de pointe à 115 km/h.
Le véhicule était disponible en deux variantes de carrosserie : berline et torpédo.
Lors du déclenchement de la Première Guerre mondiale, 3 août 1914, l'Italie s'est déclarée neutre et les usines ALFA n'ont donc pas été directement touchées par la guerre, ni par les fabrications liées à l'effort de guerre. La production entre 1914 et 1915 a été de 285 exemplaires finis des modèles 20-30 HP. En 1915, la production a été de 95  châssis du modèle 20-30 HP, mais ils n'ont été achevés qu'en 1920.

## Chiffres de production Alfa Romeo 20-30 HP
| Année               | 1914 | 1915 |  | 1920 | total |
| ------------------- | ---- | ---- |  | ---- | ----- |
| Alfa Romeo 20-30 HP | 100  | 185  |  | 95   | 380   |

Les numéros de châssis ont été pré-attribués de 3001 à 3380, tout comme les numéros de bloc moteur.

## L'Alfa Romeo 20-30 ES

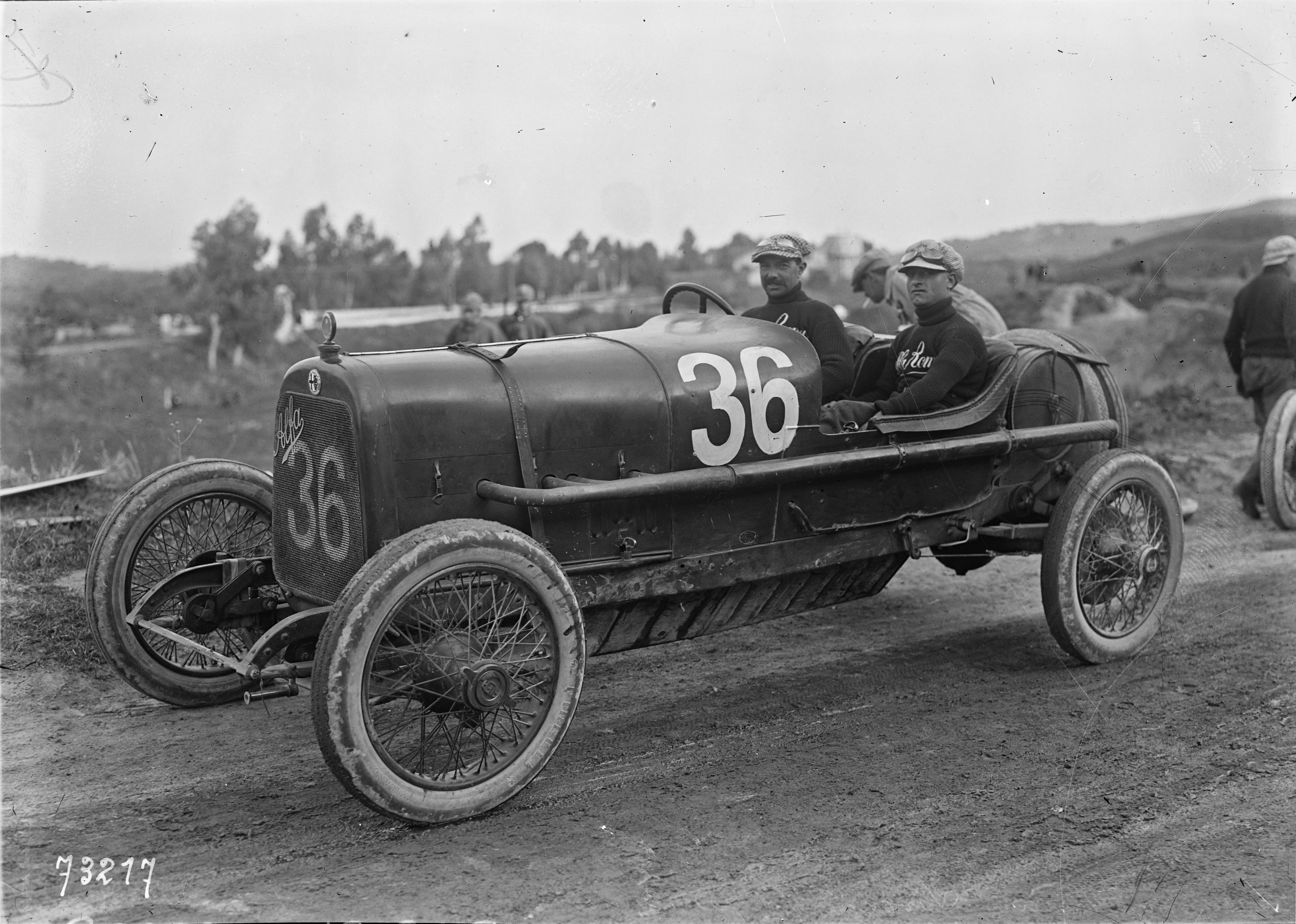
Ugo Sivocci dans son Alfa Romeo 20-30 ES à la Targa Florio de 1922

C'est la première automobile de la marque lancée après la Première Guerre mondiale, en 1921, et signe également l'entrée majoritaire dans le capital de la société de l'Ing. Nicola Romeo qui donnera son nom à la marque qui changera de raison sociale pour devenir Alfa Romeo.
Le prix de la voiture carrossée, œuvre de l'Ing. Giuseppe Merosi, était très élevé, voire prohibitif pour l'époque : 35 000 lires, soit plus du triple d'une Ford T.
La production s'orienta donc vers un très haut de gamme avec une mécanique sophistiquée et une puissance surabondante. Le niveau de finition était au-dessus de toutes ses concurrentes. Cette voiture était destinée à une clientèle élitiste au niveau mondial. Le nombre de voitures fabriqué se limita à 124.

Elle disposait d'un nouveau moteur de 4 250 cm3 dont la puissance était de 67 ch à 2 600 tr/min avec un taux de compression de 4,5:1, la vitesse de pointe atteignait 130 km/h. L'empattement avait été réduit à 290 cm et les jantes étaient en acier ou en fonte et la taille des pneus était de 820 x 135.
L'Alfa Romeo 20-30 ES Sport était disponible avec un démarreur électrique. Sa fabrication a pris fin en 1922 après une production de 124 exemplaires

## Chiffres de production Alfa Romeo 20-30 ES
| Année               | 1921 | 1922 | total |
| ------------------- | ---- | ---- | ----- |
| Alfa Romeo 20-30 ES | 119  | 5    | 124   |

Pour les numéros de châssis, les numéros 3313 à 3315 et 3381 à 3500 ont été pré-attribués, ainsi que les numéros de bloc moteur.

## La version camionnette
Le châssis de l'Alfa Romeo 2-300 HP a été transformé pour donner naissance à une version camionnette et une version militaire destinée aux troupes italiennes en Libye. Tout comme la précédente transformation du modèle 15-20 HP de 1914, cette version utilitaire sera produite en très petite quantité.